# Polska Madonna
Polska Madonna – album Maryli Rodowicz wydany w 1987 roku na płycie winylowej przez Polskie Nagrania „Muza”.

## Lista utworów

### Strona 1
1. "Rozmowa przez ocean" (muz. i sł. A.Sikorowski)
2. "Niedziela z aniołami" (muz. i sł. A.Sikorowski)
3. "Zaczęty zeszyt" (S.Krajewski, A.Osiecka)
4. "Rozmowa poety z komornikiem" (S.Krajewski, A.Osiecka)
5. "Polska Madonna" (A. Sikorowski, A.Osiecka)

### Strona 2
1. "Nie wiem, czy wytrzymasz ze mną mały" (muz. i sł. A.Korzyński)
2. "Kasa - sex" (muz. i sł. A.Korzyński)
3. "Nietolerancja" (A.Zieliński, A.Kreczmar)
4. "Tramwajowi ludzie" (S.Krajewski, A.Osiecka)
5. "Kolęda z pretensjami" (Marek Stefankiewicz, A.Osiecka)